# 박연수 (1990년)
박연수(1990년 3월 31일 ~ )는 대한민국의 배우이다.

## 연기 활동

### 드라마
- 2015년 SBS 수목드라마 《가면》 ... 명화 역
- 2016년 KBS1 일일연속극 《별난가족》 ... 설혜리 역